# Protocolo de Alma-Ata
Protocolo de Alma-Ata são os tratados fundadores e declarações de princípios da Comunidade dos Estados Independentes (CEI).[carece de fontes?]
Os líderes de Rússia, Ucrânia e Bielorrússia tinham acordado o Pacto de Belaveja em 8 de dezembro de 1991, com a dissolução da União Soviética e a formação da CEI. Em 21 de dezembro de 1991, Armênia, Azerbaijão, Bielorrússia, Cazaquistão, Quirguistão, Moldávia, Rússia, Tajiquistão, Turquemenistão, Ucrânia e Uzbequistão concordaram com o Protocolo de Alma-Ata, juntando-se à CEI. O último acordo incluído o original de três Belavezha signatários, bem como oito ex-repúblicas Soviéticas.